# Lista över fornlämningar i Säffle kommun (Millesvik)
Lista över fornlämningar i Säffle kommun (Millesvik) är en förteckning av ett urval av de fornlämningar som finns i Millesvik i Säffle kommun.
| Namn                            | Lämningstyp    | Tillkomsttid | Historisk indelning | Plats | Läge                 | ID-nr          | Bild                                 |
| ------------------------------- | -------------- | ------------ | ------------------- | ----- | -------------------- | -------------- | ------------------------------------ |
| Millesvik 1:1                   | Röse           |              | Millesvik, Värmland |       | 58.946109, 13.144887 | 10216400010001 | Ladda upp en bild av detta fornminne |
| Millesvik 2:1                   | Gravfält       |              | Millesvik, Värmland |       | 58.950153, 13.147876 | 10216400020001 | Ladda upp en bild av detta fornminne |
| Millesvik 3:1                   | Röse           |              | Millesvik, Värmland |       | 58.953117, 13.137725 | 10216400030001 | Ladda upp en bild av detta fornminne |
| Millesvik 4:1                   | Stensättning   |              | Millesvik, Värmland |       | 58.950573, 13.139125 | 10216400040001 | Ladda upp en bild av detta fornminne |
| Millesvik 4:2                   | Stensättning   |              | Millesvik, Värmland |       | 58.950616, 13.139452 | 10216400040002 | Ladda upp en bild av detta fornminne |
| Millesvik 5:1                   | Röse           |              | Millesvik, Värmland |       | 58.949705, 13.138947 | 10216400050001 | Ladda upp en bild av detta fornminne |
| Millesvik 6:1                   | Stensättning   |              | Millesvik, Värmland |       | 58.943067, 13.130938 | 10216400060001 | Ladda upp en bild av detta fornminne |
| Millesvik 6:2                   | Stensättning   |              | Millesvik, Värmland |       | 58.943259, 13.131048 | 10216400060002 | Ladda upp en bild av detta fornminne |
| Millesvik 7:1                   | Röse           |              | Millesvik, Värmland |       | 58.942750, 13.134767 | 10216400070001 | Ladda upp en bild av detta fornminne |
| Millesvik 8:1                   | Röse           |              | Millesvik, Värmland |       | 58.930201, 13.116626 | 10216400080001 | Ladda upp en bild av detta fornminne |
| Millesvik 8:2                   | Röse           |              | Millesvik, Värmland |       | 58.930313, 13.116856 | 10216400080002 | Ladda upp en bild av detta fornminne |
| Millesvik 11:1                  | Röse           |              | Millesvik, Värmland |       | 58.993314, 13.153206 | 10216400110001 | Ladda upp en bild av detta fornminne |
| Millesvik 13:1                  | Röse           |              | Millesvik, Värmland |       | 58.934564, 13.110616 | 10216400130001 | Ladda upp en bild av detta fornminne |
| Millesvik 14:1                  | Stensättning   |              | Millesvik, Värmland |       | 58.932691, 13.109647 | 10216400140001 | Ladda upp en bild av detta fornminne |
| Millesvik 15:1                  | Stensättning   |              | Millesvik, Värmland |       | 58.933346, 13.108201 | 10216400150001 | Ladda upp en bild av detta fornminne |
| Millesvik 16:1                  | Stensättning   |              | Millesvik, Värmland |       | 58.934000, 13.110390 | 10216400160001 | Ladda upp en bild av detta fornminne |
| Millesvik 17:1                  | Stensättning   |              | Millesvik, Värmland |       | 58.936933, 13.115024 | 10216400170001 | Ladda upp en bild av detta fornminne |
| Millesvik 18:1                  | Gravfält       |              | Millesvik, Värmland |       | 58.943598, 13.135768 | 10216400180001 | Ladda upp en bild av detta fornminne |
| Millesvik 19:1                  | Stensättning   |              | Millesvik, Värmland |       | 58.953542, 13.118938 | 10216400190001 | Ladda upp en bild av detta fornminne |
| Millesvik 20:1                  | Stensättning   |              | Millesvik, Värmland |       | 58.952096, 13.116572 | 10216400200001 | Ladda upp en bild av detta fornminne |
| Millesvik 21:1                  | Stensättning   |              | Millesvik, Värmland |       | 58.951719, 13.115289 | 10216400210001 | Ladda upp en bild av detta fornminne |
| Millesvik 22:1                  | Röse           |              | Millesvik, Värmland |       | 58.950229, 13.108359 | 10216400220001 | Ladda upp en bild av detta fornminne |
| Millesvik 23:1                  | Stensättning   |              | Millesvik, Värmland |       | 58.949085, 13.124376 | 10216400230001 | Ladda upp en bild av detta fornminne |
| Millesvik 24:1                  | Röse           |              | Millesvik, Värmland |       | 58.945496, 13.120605 | 10216400240001 | Ladda upp en bild av detta fornminne |
| Millesvik 25:1                  | Stensättning   |              | Millesvik, Värmland |       | 58.946127, 13.120981 | 10216400250001 | Ladda upp en bild av detta fornminne |
| Millesvik 25:2                  | Stensättning   |              | Millesvik, Värmland |       | 58.946030, 13.121055 | 10216400250002 | Ladda upp en bild av detta fornminne |
| Millesvik 26:1                  | Gravfält       |              | Millesvik, Värmland |       | 58.944503, 13.142706 | 10216400260001 | Ladda upp en bild av detta fornminne |
| Millesvik 27:3                  | Stensättning   |              | Millesvik, Värmland |       | 58.979243, 13.130674 | 10216400270003 | Ladda upp en bild av detta fornminne |
| Millesvik 28:1                  | Röse           |              | Millesvik, Värmland |       | 58.977438, 13.131672 | 10216400280001 | Ladda upp en bild av detta fornminne |
| Millesvik 28:2                  | Stensättning   |              | Millesvik, Värmland |       | 58.977307, 13.131536 | 10216400280002 | Ladda upp en bild av detta fornminne |
| Millesvik 29:1                  | Röse           |              | Millesvik, Värmland |       | 58.978039, 13.137190 | 10216400290001 | Ladda upp en bild av detta fornminne |
| Millesvik 30:1                  | Gravfält       |              | Millesvik, Värmland |       | 58.981706, 13.142787 | 10216400300001 | Ladda upp en bild av detta fornminne |
| Millesvik 33:1                  | Stensättning   |              | Millesvik, Värmland |       | 58.987458, 13.152362 | 10216400330001 | Ladda upp en bild av detta fornminne |
| Millesvik 34:1                  | Stensättning   |              | Millesvik, Värmland |       | 58.984245, 13.138136 | 10216400340001 | Ladda upp en bild av detta fornminne |
| Millesvik 35:1                  | Stensättning   |              | Millesvik, Värmland |       | 58.995447, 13.141208 | 10216400350001 | Ladda upp en bild av detta fornminne |
| Millesvik 35:2                  | Stensättning   |              | Millesvik, Värmland |       | 58.995354, 13.141136 | 10216400350002 | Ladda upp en bild av detta fornminne |
| Millesvik 35:3                  | Stensättning   |              | Millesvik, Värmland |       | 58.995326, 13.140937 | 10216400350003 | Ladda upp en bild av detta fornminne |
| Millesvik 35:4                  | Stensättning   |              | Millesvik, Värmland |       | 58.995303, 13.141363 | 10216400350004 | Ladda upp en bild av detta fornminne |
| Millesvik 36:1                  | Gravfält       |              | Millesvik, Värmland |       | 58.988831, 13.134343 | 10216400360001 | Ladda upp en bild av detta fornminne |
| Millesvik 37:1                  | Gravfält       |              | Millesvik, Värmland |       | 58.990321, 13.131781 | 10216400370001 | Ladda upp en bild av detta fornminne |
| Millesvik 38:1                  | Stensättning   |              | Millesvik, Värmland |       | 58.989589, 13.131445 | 10216400380001 | Ladda upp en bild av detta fornminne |
| Millesvik 39:1                  | Gravfält       |              | Millesvik, Värmland |       | 58.984691, 13.134881 | 10216400390001 | Ladda upp en bild av detta fornminne |
| Millesvik 40:1                  | Röse           |              | Millesvik, Värmland |       | 58.986385, 13.138866 | 10216400400001 | Ladda upp en bild av detta fornminne |
| Millesvik 41:1                  | Röse           |              | Millesvik, Värmland |       | 58.986330, 13.135829 | 10216400410001 | Ladda upp en bild av detta fornminne |
| Millesvik 41:2                  | Stensättning   |              | Millesvik, Värmland |       | 58.986508, 13.136179 | 10216400410002 | Ladda upp en bild av detta fornminne |
| Millesvik 41:3                  | Stensättning   |              | Millesvik, Värmland |       | 58.986383, 13.136524 | 10216400410003 | Ladda upp en bild av detta fornminne |
| Millesvik 43:1                  | Stensättning   |              | Millesvik, Värmland |       | 58.957370, 13.133066 | 10216400430001 | Ladda upp en bild av detta fornminne |
| Millesvik 44:1                  | Röse           |              | Millesvik, Värmland |       | 58.965095, 13.145559 | 10216400440001 | Ladda upp en bild av detta fornminne |
| Millesvik 45:1                  | Stensättning   |              | Millesvik, Värmland |       | 58.988734, 13.123190 | 10216400450001 | Ladda upp en bild av detta fornminne |
| Millesvik 46:1                  | Stensättning   |              | Millesvik, Värmland |       | 58.975869, 13.134488 | 10216400460001 | Ladda upp en bild av detta fornminne |
| Millesvik 47:1                  | Stensättning   |              | Millesvik, Värmland |       | 58.970064, 13.131401 | 10216400470001 | Ladda upp en bild av detta fornminne |
| Millesvik 48:1                  | Gravfält       |              | Millesvik, Värmland |       | 58.991068, 13.139737 | 10216400480001 | Ladda upp en bild av detta fornminne |
| Millesvik 49:1                  | Röse           |              | Millesvik, Värmland |       | 58.987062, 13.137108 | 10216400490001 | Ladda upp en bild av detta fornminne |
| Millesvik 51:1                  | Stensättning   |              | Millesvik, Värmland |       | 58.994406, 13.105725 | 10216400510001 | Ladda upp en bild av detta fornminne |
| Millesvik 51:2                  | Stensättning   |              | Millesvik, Värmland |       | 58.994324, 13.105903 | 10216400510002 | Ladda upp en bild av detta fornminne |
| Millesvik 54:1                  | Stensättning   |              | Millesvik, Värmland |       | 58.976689, 13.103887 | 10216400540001 | Ladda upp en bild av detta fornminne |
| Millesvik 55:1                  | Gravfält       |              | Millesvik, Värmland |       | 58.977622, 13.099775 | 10216400550001 | Ladda upp en bild av detta fornminne |
| Millesvik 56:1                  | Stensättning   |              | Millesvik, Värmland |       | 58.976908, 13.101555 | 10216400560001 | Ladda upp en bild av detta fornminne |
| Millesvik 56:2                  | Stensättning   |              | Millesvik, Värmland |       | 58.976823, 13.101532 | 10216400560002 | Ladda upp en bild av detta fornminne |
| Millesvik 56:3                  | Stensättning   |              | Millesvik, Värmland |       | 58.976602, 13.101475 | 10216400560003 | Ladda upp en bild av detta fornminne |
| Millesvik 56:4                  | Stensättning   |              | Millesvik, Värmland |       | 58.976740, 13.101860 | 10216400560004 | Ladda upp en bild av detta fornminne |
| Millesvik 57:1                  | Stenkrets      |              | Millesvik, Värmland |       | 58.977208, 13.094557 | 10216400570001 | Ladda upp en bild av detta fornminne |
| Millesvik 59:1                  | Röse           |              | Millesvik, Värmland |       | 58.976397, 13.107473 | 10216400590001 | Ladda upp en bild av detta fornminne |
| Millesvik 61:1                  | Gravfält       |              | Millesvik, Värmland |       | 58.973678, 13.101768 | 10216400610001 | Ladda upp en bild av detta fornminne |
| Millesvik 62:1                  | Stensättning   |              | Millesvik, Värmland |       | 58.972372, 13.100147 | 10216400620001 | Ladda upp en bild av detta fornminne |
| Millesvik 65:1                  | Stensättning   |              | Millesvik, Värmland |       | 58.968953, 13.096527 | 10216400650001 | Ladda upp en bild av detta fornminne |
| Millesvik 68:1                  | Stensättning   |              | Millesvik, Värmland |       | 58.970221, 13.094137 | 10216400680001 | Ladda upp en bild av detta fornminne |
| Millesvik 68:2                  | Stensättning   |              | Millesvik, Värmland |       | 58.970089, 13.093968 | 10216400680002 | Ladda upp en bild av detta fornminne |
| Millesvik 68:3                  | Stensättning   |              | Millesvik, Värmland |       | 58.970581, 13.094075 | 10216400680003 | Ladda upp en bild av detta fornminne |
| Millesvik 70:1                  | Stensättning   |              | Millesvik, Värmland |       | 58.970647, 13.093000 | 10216400700001 | Ladda upp en bild av detta fornminne |
| Millesvik 72:1                  | Stensättning   |              | Millesvik, Värmland |       | 58.976716, 13.061793 | 10216400720001 | Ladda upp en bild av detta fornminne |
| Millesvik 73:1                  | Stensättning   |              | Millesvik, Värmland |       | 58.974336, 13.057297 | 10216400730001 | Ladda upp en bild av detta fornminne |
| Millesvik 74:1                  | Stensättning   |              | Millesvik, Värmland |       | 58.966573, 13.068086 | 10216400740001 | Ladda upp en bild av detta fornminne |
| Millesvik 75:1                  | Stensättning   |              | Millesvik, Värmland |       | 58.965773, 13.067660 | 10216400750001 | Ladda upp en bild av detta fornminne |
| Millesvik 76:1                  | Stensättning   |              | Millesvik, Värmland |       | 58.966736, 13.060924 | 10216400760001 | Ladda upp en bild av detta fornminne |
| Millesvik 77:1                  | Stensättning   |              | Millesvik, Värmland |       | 58.966061, 13.060018 | 10216400770001 | Ladda upp en bild av detta fornminne |
| Millesvik 77:2                  | Stensättning   |              | Millesvik, Värmland |       | 58.965848, 13.059895 | 10216400770002 | Ladda upp en bild av detta fornminne |
| Millesvik 77:3                  | Stensättning   |              | Millesvik, Värmland |       | 58.965854, 13.059578 | 10216400770003 | Ladda upp en bild av detta fornminne |
| Millesvik 77:4                  | Stensättning   |              | Millesvik, Värmland |       | 58.965545, 13.059179 | 10216400770004 | Ladda upp en bild av detta fornminne |
| Millesvik 77:5                  | Stensättning   |              | Millesvik, Värmland |       | 58.965361, 13.058895 | 10216400770005 | Ladda upp en bild av detta fornminne |
| Millesvik 79:1                  | Stensättning   |              | Millesvik, Värmland |       | 58.975014, 13.083099 | 10216400790001 | Ladda upp en bild av detta fornminne |
| Millesvik 80:1                  | Gravfält       |              | Millesvik, Värmland |       | 58.973501, 13.111842 | 10216400800001 | Ladda upp en bild av detta fornminne |
| Aspkullen (Millesvik 81:1)      | Gravfält       |              | Millesvik, Värmland |       | 58.970575, 13.112940 | 10216400810001 | Ladda upp en bild av detta fornminne |
| Millesvik 82:1                  | Stensättning   |              | Millesvik, Värmland |       | 58.969276, 13.122474 | 10216400820001 | Ladda upp en bild av detta fornminne |
| Millesvik 83:1                  | Stensättning   |              | Millesvik, Värmland |       | 58.969275, 13.121705 | 10216400830001 | Ladda upp en bild av detta fornminne |
| Millesvik 84:1                  | Röse           |              | Millesvik, Värmland |       | 58.969082, 13.124071 | 10216400840001 | Ladda upp en bild av detta fornminne |
| Millesvik 86:1                  | Stensättning   |              | Millesvik, Värmland |       | 58.959726, 13.109743 | 10216400860001 | Ladda upp en bild av detta fornminne |
| Millesvik 88:1                  | Röse           |              | Millesvik, Värmland |       | 58.953904, 13.098162 | 10216400880001 | Ladda upp en bild av detta fornminne |
| Millesvik 89:1                  | Röse           |              | Millesvik, Värmland |       | 58.956428, 13.097652 | 10216400890001 | Ladda upp en bild av detta fornminne |
| Millesvik 90:1                  | Röse           |              | Millesvik, Värmland |       | 58.955984, 13.089119 | 10216400900001 | Ladda upp en bild av detta fornminne |
| Millesvik 90:2                  | Stensättning   |              | Millesvik, Värmland |       | 58.956127, 13.089545 | 10216400900002 | Ladda upp en bild av detta fornminne |
| Olas ås (Millesvik 91:1)        | Röse           |              | Millesvik, Värmland |       | 58.971187, 13.124199 | 10216400910001 | Ladda upp en bild av detta fornminne |
| Olas ås (Millesvik 91:2)        | Stensättning   |              | Millesvik, Värmland |       | 58.971052, 13.123845 | 10216400910002 | Ladda upp en bild av detta fornminne |
| Lisas ås (Millesvik 92:1)       | Röse           |              | Millesvik, Värmland |       | 58.972543, 13.130733 | 10216400920001 | Ladda upp en bild av detta fornminne |
| Millesvik 93:1                  | Stensättning   |              | Millesvik, Värmland |       | 58.972286, 13.131331 | 10216400930001 | Ladda upp en bild av detta fornminne |
| Millesvik 95:1                  | Stensättning   |              | Millesvik, Värmland |       | 58.962427, 13.120295 | 10216400950001 | Ladda upp en bild av detta fornminne |
| Millesvik 96:1                  | Röse           |              | Millesvik, Värmland |       | 58.961407, 13.125177 | 10216400960001 | Ladda upp en bild av detta fornminne |
| Millesvik 96:2                  | Röse           |              | Millesvik, Värmland |       | 58.961571, 13.125191 | 10216400960002 | Ladda upp en bild av detta fornminne |
| Millesvik 97:1                  | Stenkammargrav |              | Millesvik, Värmland |       | 58.956213, 13.129775 | 10216400970001 | Ladda upp en bild av detta fornminne |
| Millesvik 99:1                  | Stensättning   |              | Millesvik, Värmland |       | 58.959034, 13.146055 | 10216400990001 | Ladda upp en bild av detta fornminne |
| Millesvik 100:1                 | Stensättning   |              | Millesvik, Värmland |       | 58.955911, 13.139075 | 10216401000001 | Ladda upp en bild av detta fornminne |
| Millesvik 101:1                 | Stensättning   |              | Millesvik, Värmland |       | 58.995207, 13.147485 | 10216401010001 | Ladda upp en bild av detta fornminne |
| Millesvik 104:1                 | Röse           |              | Millesvik, Värmland |       | 58.991837, 13.144451 | 10216401040001 | Ladda upp en bild av detta fornminne |
| Millesvik 104:2                 | Röse           |              | Millesvik, Värmland |       | 58.991637, 13.144438 | 10216401040002 | Ladda upp en bild av detta fornminne |
| Millesvik 107:1                 | Röse           |              | Millesvik, Värmland |       | 58.952067, 13.099180 | 10216401070001 | Ladda upp en bild av detta fornminne |
| Millesvik 108:1                 | Hällristning   |              | Millesvik, Värmland |       | 58.979638, 13.129392 | 10216401080001 | Ladda upp en bild av detta fornminne |
| Millesvik 109:1                 | Stensättning   |              | Millesvik, Värmland |       | 58.955268, 13.094570 | 10216401090001 | Ladda upp en bild av detta fornminne |
| Millesvik 110:1                 | Röse           |              | Millesvik, Värmland |       | 58.954857, 13.095803 | 10216401100001 | Ladda upp en bild av detta fornminne |
| Millesvik 111:1                 | Stensättning   |              | Millesvik, Värmland |       | 58.985474, 13.093521 | 10216401110001 | Ladda upp en bild av detta fornminne |
| Millesvik 112:1                 | Stensättning   |              | Millesvik, Värmland |       | 58.985475, 13.088786 | 10216401120001 | Ladda upp en bild av detta fornminne |
| Millesvik 113:1                 | Röse           |              | Millesvik, Värmland |       | 58.988295, 13.089213 | 10216401130001 | Ladda upp en bild av detta fornminne |
| Millesvik 114:1                 | Stensättning   |              | Millesvik, Värmland |       | 58.972709, 13.055435 | 10216401140001 | Ladda upp en bild av detta fornminne |
| Millesvik 114:2                 | Stensättning   |              | Millesvik, Värmland |       | 58.972636, 13.055614 | 10216401140002 | Ladda upp en bild av detta fornminne |
| Millesvik 115:1                 | Stensättning   |              | Millesvik, Värmland |       | 58.965116, 13.146702 | 10216401150001 | Ladda upp en bild av detta fornminne |
| Millesvik 115:2                 | Stensättning   |              | Millesvik, Värmland |       | 58.964970, 13.146629 | 10216401150002 | Ladda upp en bild av detta fornminne |
| Millesvik 115:3                 | Stensättning   |              | Millesvik, Värmland |       | 58.964845, 13.146494 | 10216401150003 | Ladda upp en bild av detta fornminne |
| Millesvik 116:1                 | Gravfält       |              | Millesvik, Värmland |       | 58.965536, 13.145508 | 10216401160001 | Ladda upp en bild av detta fornminne |
| Millesvik 117:1                 | Stensättning   |              | Millesvik, Värmland |       | 58.965948, 13.145016 | 10216401170001 | Ladda upp en bild av detta fornminne |
| Millesvik 117:2                 | Stensättning   |              | Millesvik, Värmland |       | 58.965966, 13.144739 | 10216401170002 | Ladda upp en bild av detta fornminne |
| Millesvik 118:1                 | Röse           |              | Millesvik, Värmland |       | 58.966513, 13.144768 | 10216401180001 | Ladda upp en bild av detta fornminne |
| Millesvik 118:2                 | Stensättning   |              | Millesvik, Värmland |       | 58.966350, 13.144662 | 10216401180002 | Ladda upp en bild av detta fornminne |
| Millesvik 119:1                 | Stensättning   |              | Millesvik, Värmland |       | 58.953827, 13.134859 | 10216401190001 | Ladda upp en bild av detta fornminne |
| Millesvik 119:2                 | Stensättning   |              | Millesvik, Värmland |       | 58.953755, 13.134678 | 10216401190002 | Ladda upp en bild av detta fornminne |
| Millesvik 119:3                 | Stensättning   |              | Millesvik, Värmland |       | 58.953897, 13.135000 | 10216401190003 | Ladda upp en bild av detta fornminne |
| Millesvik 119:4                 | Stensättning   |              | Millesvik, Värmland |       | 58.953917, 13.135116 | 10216401190004 | Ladda upp en bild av detta fornminne |
| Millesvik 120:1                 | Röse           |              | Millesvik, Värmland |       | 58.991195, 13.077358 | 10216401200001 | Ladda upp en bild av detta fornminne |
| Millesvik 120:2                 | Stensättning   |              | Millesvik, Värmland |       | 58.991128, 13.077378 | 10216401200002 | Ladda upp en bild av detta fornminne |
| Millesvik 120:4                 | Stensättning   |              | Millesvik, Värmland |       | 58.991386, 13.077759 | 10216401200004 | Ladda upp en bild av detta fornminne |
| Millesvik 121:1                 | Röse           |              | Millesvik, Värmland |       | 58.978408, 13.058720 | 10216401210001 | Ladda upp en bild av detta fornminne |
| Utsiktsberget (Millesvik 123:1) | Stensättning   |              | Millesvik, Värmland |       | 58.946483, 13.113001 | 10216401230001 | Ladda upp en bild av detta fornminne |
| Utsiktsberget (Millesvik 123:2) | Stensättning   |              | Millesvik, Värmland |       | 58.946369, 13.112451 | 10216401230002 | Ladda upp en bild av detta fornminne |
| Millesvik 124:1                 | Hällristning   |              | Millesvik, Värmland |       | 58.990367, 13.144807 | 10216401240001 | Ladda upp en bild av detta fornminne |
| Millesvik 125:1                 | Stensättning   |              | Millesvik, Värmland |       | 58.948680, 13.112989 | 10216401250001 | Ladda upp en bild av detta fornminne |
| Millesvik 126:1                 | Stensättning   |              | Millesvik, Värmland |       | 58.950317, 13.113139 | 10216401260001 | Ladda upp en bild av detta fornminne |
| Millesvik 127:1                 | Stensättning   |              | Millesvik, Värmland |       | 58.985248, 13.094365 | 10216401270001 | Ladda upp en bild av detta fornminne |
| Millesvik 128:1                 | Stensättning   |              | Millesvik, Värmland |       | 58.985273, 13.092569 | 10216401280001 | Ladda upp en bild av detta fornminne |
| Millesvik 130:1                 | Stensättning   |              | Millesvik, Värmland |       | 58.984540, 13.107122 | 10216401300001 | Ladda upp en bild av detta fornminne |
| Millesvik 130:2                 | Stensättning   |              | Millesvik, Värmland |       | 58.984364, 13.106940 | 10216401300002 | Ladda upp en bild av detta fornminne |
| Millesvik 130:3                 | Stensättning   |              | Millesvik, Värmland |       | 58.984407, 13.107589 | 10216401300003 | Ladda upp en bild av detta fornminne |
| Millesvik 134:1                 | Stensättning   |              | Millesvik, Värmland |       | 58.989640, 13.086675 | 10216401340001 | Ladda upp en bild av detta fornminne |
| Millesvik 136:1                 | Stensättning   |              | Millesvik, Värmland |       | 58.969687, 13.144735 | 10216401360001 | Ladda upp en bild av detta fornminne |
| Millesvik 136:2                 | Stensättning   |              | Millesvik, Värmland |       | 58.969455, 13.145211 | 10216401360002 | Ladda upp en bild av detta fornminne |
| Millesvik 137:1                 | Gravfält       |              | Millesvik, Värmland |       | 58.965875, 13.149083 | 10216401370001 | Ladda upp en bild av detta fornminne |
| Millesvik 139:1                 | Stensättning   |              | Millesvik, Värmland |       | 58.957155, 13.131800 | 10216401390001 | Ladda upp en bild av detta fornminne |
| Millesvik 139:2                 | Stensättning   |              | Millesvik, Värmland |       | 58.957121, 13.132154 | 10216401390002 | Ladda upp en bild av detta fornminne |
| Millesvik 144:1                 | Stensättning   |              | Millesvik, Värmland |       | 58.959653, 13.125046 | 10216401440001 | Ladda upp en bild av detta fornminne |
| Millesvik 145:1                 | Stensättning   |              | Millesvik, Värmland |       | 58.968676, 13.121229 | 10216401450001 | Ladda upp en bild av detta fornminne |
| Millesvik 146:1                 | Stensättning   |              | Millesvik, Värmland |       | 58.976984, 13.063217 | 10216401460001 | Ladda upp en bild av detta fornminne |
| Millesvik 148:1                 | Stensättning   |              | Millesvik, Värmland |       | 58.965378, 13.134274 | 10216401480001 | Ladda upp en bild av detta fornminne |
| Millesvik 149:1                 | Stensättning   |              | Millesvik, Värmland |       | 58.962149, 13.067348 | 10216401490001 | Ladda upp en bild av detta fornminne |
| Millesvik 167:1                 | Stensättning   |              | Millesvik, Värmland |       | 58.975170, 13.084352 | 10216401670001 | Ladda upp en bild av detta fornminne |
| Millesvik 181:1                 | Hällristning   |              | Millesvik, Värmland |       | 58.990459, 13.142440 | 10216401810001 | Ladda upp en bild av detta fornminne |
| Millesvik 187:1                 | Stensättning   |              | Millesvik, Värmland |       | 58.975789, 13.021123 | 10216401870001 | Ladda upp en bild av detta fornminne |
| Millesvik 191:1                 | Stensättning   |              | Millesvik, Värmland |       | 58.978352, 13.055641 | 10216401910001 | Ladda upp en bild av detta fornminne |
| Millesvik 193:1                 | Röse           |              | Millesvik, Värmland |       | 58.940851, 13.102138 | 10216401930001 | Ladda upp en bild av detta fornminne |
| Millesvik 198:1                 | Stensättning   |              | Millesvik, Värmland |       | 58.952536, 13.089632 | 10216401980001 | Ladda upp en bild av detta fornminne |
| Millesvik 201:1                 | Stensättning   |              | Millesvik, Värmland |       | 58.990441, 13.079339 | 10216402010001 | Ladda upp en bild av detta fornminne |
| Millesvik 202:1                 | Stensättning   |              | Millesvik, Värmland |       | 58.951773, 13.083293 | 10216402020001 | Ladda upp en bild av detta fornminne |
| Millesvik 202:3                 | Stensättning   |              | Millesvik, Värmland |       | 58.951512, 13.083385 | 10216402020003 | Ladda upp en bild av detta fornminne |
| Millesvik 206:1                 | Hög            |              | Millesvik, Värmland |       | 58.968457, 13.099320 | 10216402060001 | Ladda upp en bild av detta fornminne |
| Millesvik 206:2                 | Stensättning   |              | Millesvik, Värmland |       | 58.968547, 13.099110 | 10216402060002 | Ladda upp en bild av detta fornminne |
| Millesvik 207:1                 | Stensättning   |              | Millesvik, Värmland |       | 58.943685, 13.140484 | 10216402070001 | Ladda upp en bild av detta fornminne |
| Millesvik 208:1                 | Stensättning   |              | Millesvik, Värmland |       | 58.966630, 13.062165 | 10216402080001 | Ladda upp en bild av detta fornminne |
| Millesvik 209:1                 | Stensättning   |              | Millesvik, Värmland |       | 58.965575, 13.150523 | 10216402090001 | Ladda upp en bild av detta fornminne |
| Millesvik 209:2                 | Stensättning   |              | Millesvik, Värmland |       | 58.965660, 13.150540 | 10216402090002 | Ladda upp en bild av detta fornminne |
| Millesvik 209:3                 | Stensättning   |              | Millesvik, Värmland |       | 58.965549, 13.150296 | 10216402090003 | Ladda upp en bild av detta fornminne |
| Millesvik 211:1                 | Stensättning   |              | Millesvik, Värmland |       | 58.964897, 13.061015 | 10216402110001 | Ladda upp en bild av detta fornminne |
| Millesvik 212:1                 | Stensättning   |              | Millesvik, Värmland |       | 58.963320, 13.063218 | 10216402120001 | Ladda upp en bild av detta fornminne |
| Millesvik 213:1                 | Stensättning   |              | Millesvik, Värmland |       | 58.961792, 13.062443 | 10216402130001 | Ladda upp en bild av detta fornminne |
| Millesvik 213:2                 | Stensättning   |              | Millesvik, Värmland |       | 58.961690, 13.062344 | 10216402130002 | Ladda upp en bild av detta fornminne |
| Millesvik 214:1                 | Stensättning   |              | Millesvik, Värmland |       | 58.960327, 13.061865 | 10216402140001 | Ladda upp en bild av detta fornminne |
| Millesvik 215:1                 | Stensättning   |              | Millesvik, Värmland |       | 58.965335, 13.066657 | 10216402150001 | Ladda upp en bild av detta fornminne |
| Millesvik 216:1                 | Stensättning   |              | Millesvik, Värmland |       | 58.971164, 13.094597 | 10216402160001 | Ladda upp en bild av detta fornminne |
| Millesvik 218:1                 | Stensättning   |              | Millesvik, Värmland |       | 58.979335, 13.155974 | 10216402180001 | Ladda upp en bild av detta fornminne |
| Millesvik 220:1                 | Stensättning   |              | Millesvik, Värmland |       | 58.933484, 13.119841 | 10216402200001 | Ladda upp en bild av detta fornminne |
| Millesvik 225:1                 | Stensättning   |              | Millesvik, Värmland |       | 58.997689, 13.117298 | 10216402250001 | Ladda upp en bild av detta fornminne |
| Millesvik 226:1                 | Stensättning   |              | Millesvik, Värmland |       | 58.997099, 13.118287 | 10216402260001 | Ladda upp en bild av detta fornminne |
| Millesvik 227:1                 | Stensättning   |              | Millesvik, Värmland |       | 58.932120, 13.114419 | 10216402270001 | Ladda upp en bild av detta fornminne |
| Millesvik 230:1                 | Stensättning   |              | Millesvik, Värmland |       | 58.957693, 13.144212 | 10216402300001 | Ladda upp en bild av detta fornminne |
| Millesvik 233:1                 | Stensättning   |              | Millesvik, Värmland |       | 58.991956, 13.152476 | 10216402330001 | Ladda upp en bild av detta fornminne |
| Millesvik 236:1                 | Stensättning   |              | Millesvik, Värmland |       | 58.964589, 13.155001 | 10216402360001 | Ladda upp en bild av detta fornminne |
| Millesvik 239:1                 | Stensättning   |              | Millesvik, Värmland |       | 58.961127, 13.137276 | 10216402390001 | Ladda upp en bild av detta fornminne |
| Millesvik 250                   | Stensättning   |              | Millesvik, Värmland |       | 58.979131, 13.130609 | 12000000065763 | Ladda upp en bild av detta fornminne |
| Millesvik 252                   | Stensättning   |              | Millesvik, Värmland |       | 58.982894, 13.158713 | 12000000075217 | Ladda upp en bild av detta fornminne |
| Millesvik 253                   | Stensättning   |              | Millesvik, Värmland |       | 58.943503, 13.131555 | 12000000078418 | Ladda upp en bild av detta fornminne |
| Millesvik 258                   | Hög            |              | Millesvik, Värmland |       | 58.948454, 13.133637 | 12000000086172 | Ladda upp en bild av detta fornminne |
| Millesvik 259                   | Stensättning   |              | Millesvik, Värmland |       | 58.986447, 13.135903 | 12000000096821 | Ladda upp en bild av detta fornminne |
| Millesvik 261                   | Stensättning   |              | Millesvik, Värmland |       | 58.986784, 13.138051 | 12000000096823 | Ladda upp en bild av detta fornminne |
| Millesvik 263                   | Hällristning   |              | Millesvik, Värmland |       | 58.959514, 13.127844 | 12000000105017 | Ladda upp en bild av detta fornminne |
| Millesvik 267                   | Hällristning   |              | Millesvik, Värmland |       | 58.965094, 13.145055 | 12000000124770 | Ladda upp en bild av detta fornminne |
| Millesvik 271                   | Hällristning   |              | Millesvik, Värmland |       | 58.969243, 13.095352 | 12000000130566 | Ladda upp en bild av detta fornminne |
| Millesvik 273                   | Stensättning   |              | Millesvik, Värmland |       | 58.970596, 13.093150 | 12000000130569 | Ladda upp en bild av detta fornminne |
| Ölserud 4:1                     | Röse           |              | Millesvik, Värmland |       | 58.996495, 13.102639 | 10220800040001 | Ladda upp en bild av detta fornminne |